# Ржев-Белорусский
Ржев-Белорусский (Ржев-I) —  железнодорожная станция Московского региона Октябрьской железной дороги. Исторически первый железнодорожный вокзал во Ржеве. Расположен по адресу Ленинградское шоссе, 1 на линии Лихославль — Торжок. На станции останавливаются все проходящие её пассажирские поезда.
По характеру основной работы станция является промежуточной, по объему выполняемой работы отнесена к 4 классу.

## История
Первый поезд прибыл на станцию 25 июня 1874 года из Торжка после открытия второй очереди Новоторжской железной дороги. С продлением линии до Вязьмы станция стала принимать транзитные поезда, следующие с Николаевской на Московско-Брестскую железную дорогу. Станция состояла из пассажирской и товарной частей.
До 1917 года при вокзале функционировали собственные бани для машинистов. Вода поставлялась из водоподъёмного здания на берегу Волги на водовозках. До войны на станции работали известный лётчик, Герой Советского Союза В. Д. Балашов и руководитель ржевского подполья А. П. Телешев. Вокзал в то время имел каменную центральную часть и два деревянных крыла. Во время войны старое здание вокзала было уничтожено. Новый каменный вокзал был открыт в 1960 году.

### Название
До 1922 года вокзал назывался Александровским. Такое же название было дано и примыкающему к нему шоссе. После объединения Александровской и Московско-Балтийской железных дорог в Московско-Белорусско-Балтийскую вокзал получил своё современное название.

## Дальнее сообщение
| № поезда | Маршрут движения           | № поезда | Маршрут движения           |
| -------- | -------------------------- | -------- | -------------------------- |
| 87       | Санкт-Петербург — Смоленск | 88       | Смоленск — Санкт-Петербург |

## Описание
В южной горловине за станцией железную дорогу пересекают пешеходный путепровод и узкий автомобильный туннель с реверсивным движением и ограничением по высоте 3.1 м, за которым линия по мосту пересекает Волгу. Для движения крупного транспорта к северу от станции имеется автомобильный переезд. 

### Современное состояние
С переводом поездов дальнего следования, ранее транзитом ходивших через станцию, на другие линии, вокзал утратил своё историческое значение. По состоянию на 2015 год, на станции останавливаются пригородные поезда Ржев — Торжок (следуют от станции Ржев-II) и скорый Смоленск — Санкт-Петербург (также заходит на станцию Ржев-II, меняя на ней направление движения).

- Вид на станцию с пешеходного моста
- Южная горловина станции. На переднем плане — автомобильный туннель
- Вид на вокзал с перрона